# Kanton Štrasburk-9
Kanton Štrasburk-9 (fr. Canton de Strasbourg-9) byl francouzský kanton v departementu Bas-Rhin v regionu Alsasko. Tvořila ho pouze část města Štrasburk (čtvrti Koenigshoffen, Montagne Verte a Elsau). Zrušen byl po reformě kantonů 2014.